# Гай Калпурний Авиола
Гай Калпурний Авиола (на латински: Gaius Calpurnius Aviola; † 1 век) e политик и сенатор на ранната Римска империя.

## Биография
Произлиза от клон Авиола на фамилията Калпурнии.
През 24 г. Калпурний е суфектконсул заедно с Публий Корнелий Лентул Сципион на мястото на Сервий Корнелий Цетег. През 37/38 той е админастративен проконсул на провинция Азия. Дискутира се възможната му идентификация с Ацилий Авиола, който служи като легат през 21 г. в Лугдунска Галия.